# Vulkanische Provinzen der Antarktischen Halbinsel

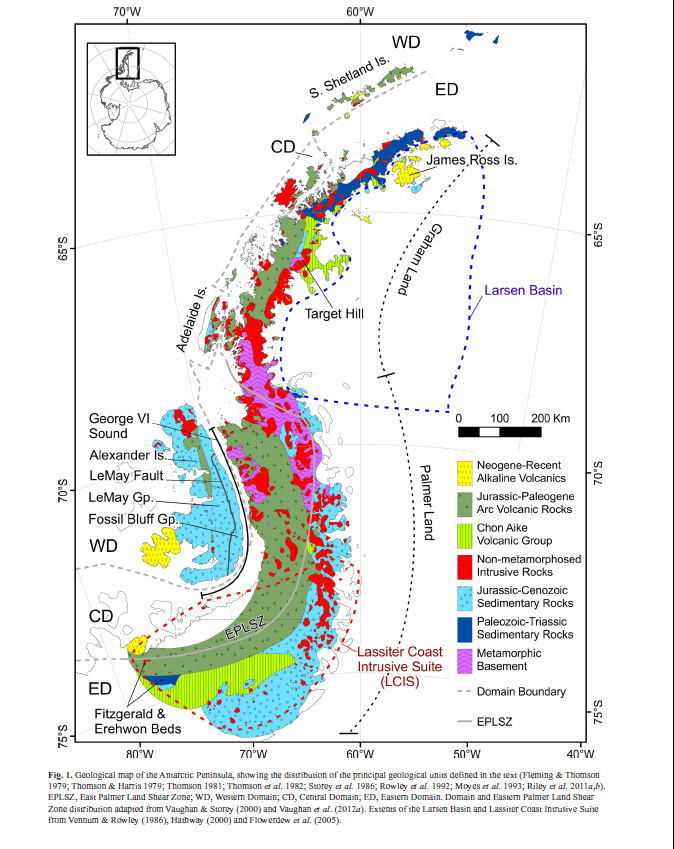
Geologische Karte der Antarktischen Halbinsel mit jurassischen bis paläogenen Vulkanischen Provinzen (grün markiert), Chon Aike Volcanic Group (hellgrün gestreift markiert) und neogenen bis rezenten Vulkaniten (gelb markiert)

Als Vulkanische Provinzen der Antarktischen Halbinsel (Antarctic Peninsula Volcanic Group) werden die Regionen der Antarktischen Halbinsel zusammengefasst, in denen markante, meist umfangreiche Vulkanite vorkommen. Sie sind weit vertreten in einem Gürtel vom Grahamland, in südwestlichen und südlichen Gebieten Palmerlands sowie auf einigen vorgelagerten Inseln.
Die Entwicklung dieser Vulkanischen Provinzen erfolgte zwischen dem Perm und dem Neogen. Zusammen mit der größeren Chon Aike Volcanic Province im heutigen Patagonien bilden die Vulkanischen Provinzen der Antarktischen Halbinsel eine der größten rhyolithischen Großprovinzen (Large Igneous Province LIP) weltweit. Die vulkanischen Prozesse sind häufig assoziiert mit dem Auftreten von granitoiden Plutonen mittelpermischen bis mittelkretazischen Alters (siehe auch → Magmatische Provinzen der Antarktischen Halbinsel).
Die Antarktische Halbinsel ist ein mesozoisch-känozoischer magmatischer Bogen, der auf paläozoischem und jüngerem Grundgebirge gebaut wurde. Sie wurde durch Subduktionsprozesse von Ozeanboden an seinem westlichen Rand gebildet. Die Halbinsel weist alle tektonischen Komponenten auf, die üblicherweise mit einem sich entwickelnden magmatischen Bogensystem in Verbindung gebracht werden: Grundgebirge, Akkretionskomplexe, magmatisch-vulkanische Bögen (Vulkanic Arcs), Backarc- und Forearc-Becken, Extensionen (Backarc-Spreizungen) innerhalb des Bogens und Vulkanismus.
Die Vulkanischen Provinzen nehmen einen Großteil der Geologie der Antarktischen Halbinsel ein.

## Tektonische Abfolgen der Vulkanprovinzen
Die Vulkanischen Provinzen der Antarktischen Halbinsel können bis zum Perm zurück zu verfolgt werden.

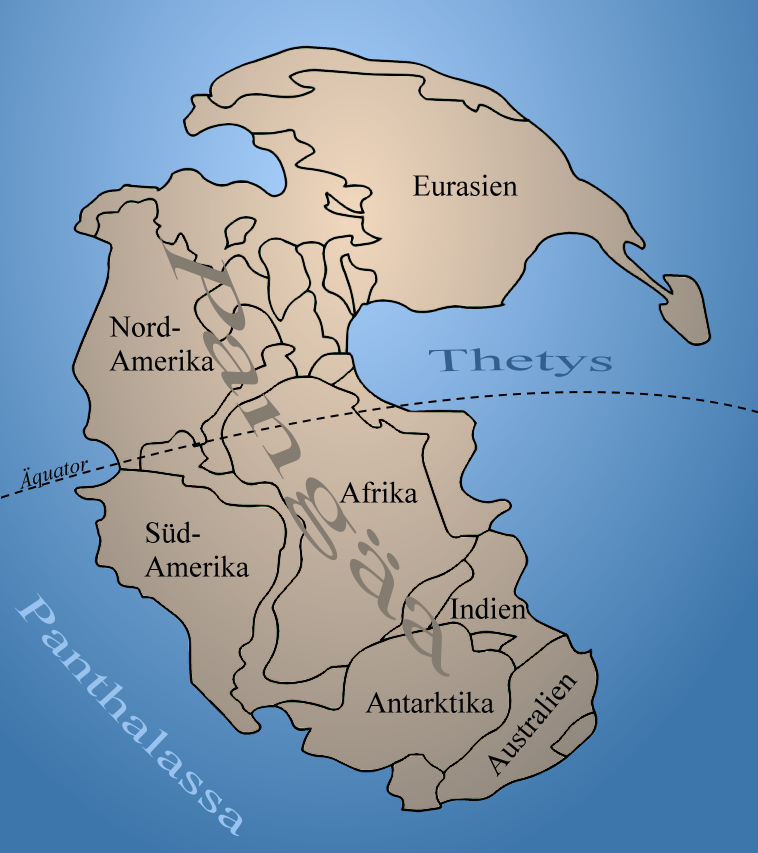
Vereinfachte Darstellung Pangaeas und dem Panthalassa
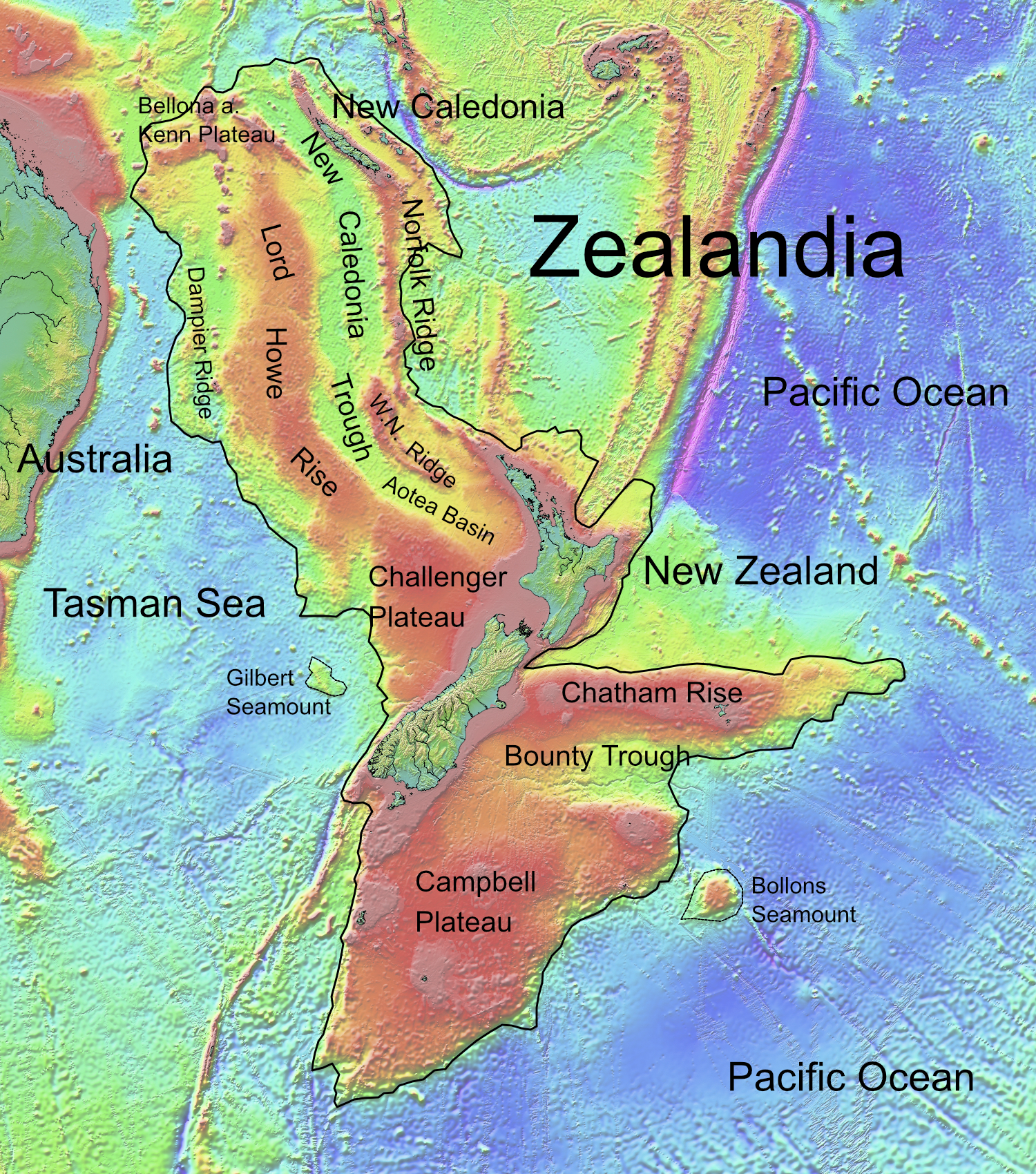
Topografische Karte von Zealandia
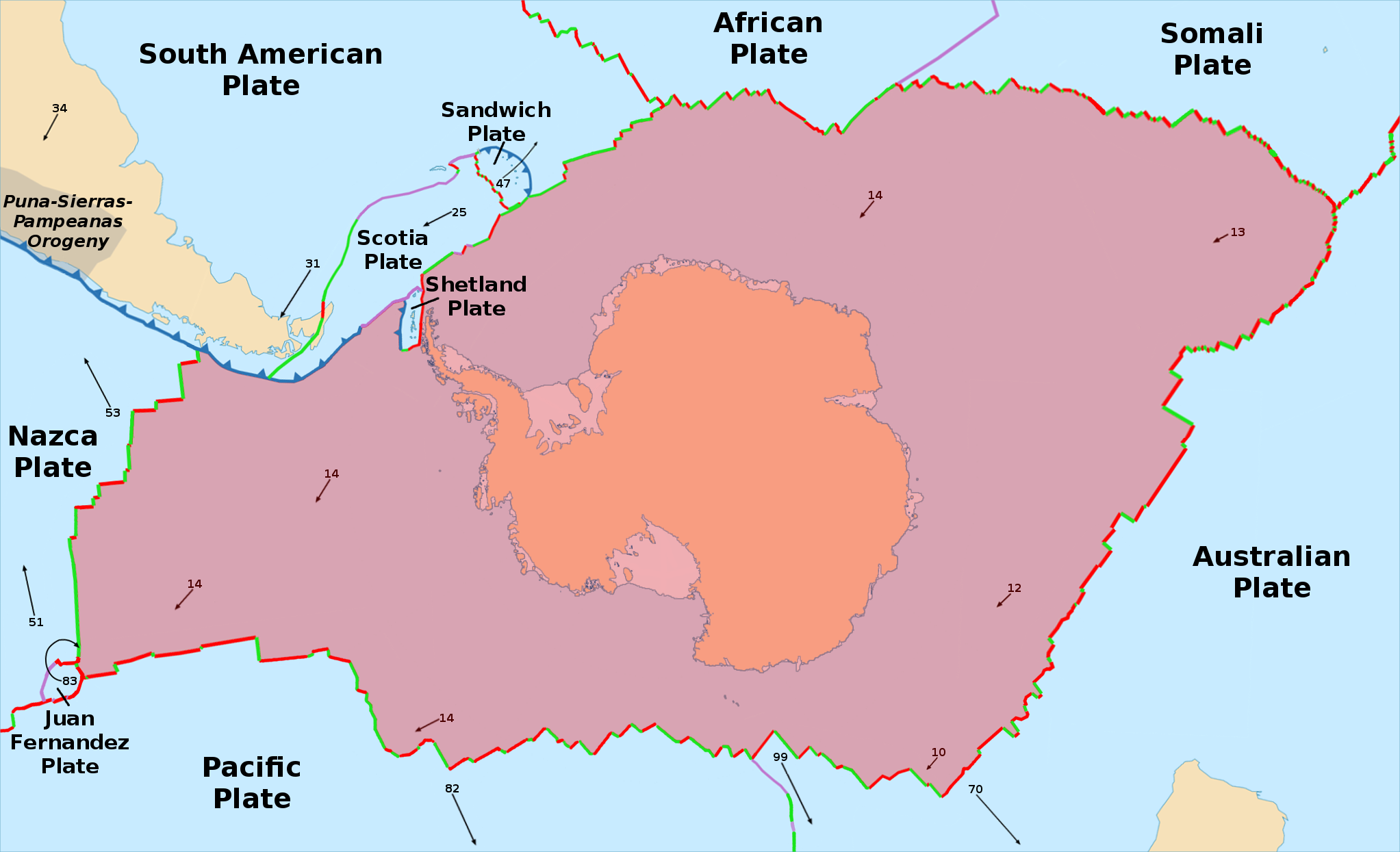
Karte der Antarktischen Platte

Nachdem sich im Karbon der Superkontinent Pangaea gebildet hatte, setzten im Perm Subduktionsprozesse an den südlichen Kontinentalrändern vom Teilkontinent Gondwana ein. Diese erstreckten sich etwa von Proto-Australien, über Zealandia, Proto-Antarktika bis hin zum südamerikanischen Proto-Patagonien. Im umgehenden Panthalassa subduzierte die Phoenix-Platte auch unter die Proto-Antarktische Platte.

Prinzipdarstellung eines aktiven Kontinentalrandes
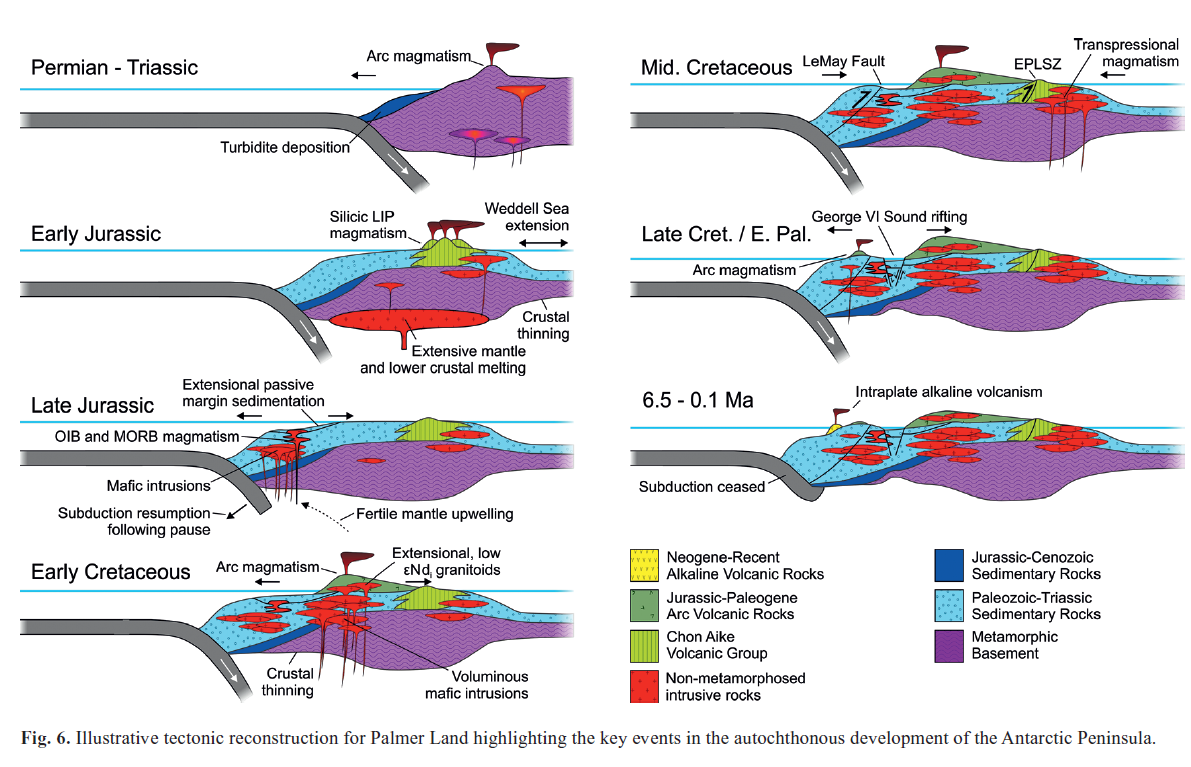
Illustration der tektonischen Entwicklung der Antarktischen Halbinsel mit magmatischen und vulkanischen Ereignissen

Infolge der Subduktionsprozesse entwickelten sich anfänglich Vulkanismus und Magmatismus auf oder an aktiven Kontinentalrändern mit Ausbildung von Vulkangürteln (vergleiche auch → Pazifischer Feuerring). Diese kontinentale Erdkruste war Teil der Antarktischen Platte und bildete das überwiegend ordovizisches Grundgebirge der Antarktischen Halbinsel. An diesem lagerten sich auch diverse Sedimente ab (siehe auch → Trinity Peninsula Group). Diese Phase begann überwiegend im Perm und reichte zeitlich bis zur späten Trias.

Prinzipdarstellung eines Backarc-Beckensystems

Während des beginnenden Zerfalls Gondwanas und der Ausbildung des Weddellmeer-Riftsystems setzten ab dem Unterjura Extensionen (Krustendehnungen) ein unter Ausbildung von Backarc-Becken zwischen dem östlichen Rändern der Antarktischen Halbinsel einerseits und dem nordwestlichen Rand von Ostantarktika andererseits. In diesen Backarc-Becken entwickelten sich früh- bis mitteljurassischen vulkanische Prozesse, regional begleitet von magmatischen Intrusionen (siehe auch → Magmatische Provinzen der Antarktischen Halbinsel),
Am westlichen Rand der Antarktischen Halbinsel und in vorgelagerten Forearc-Beckenbereichen entwickelten sich im weiteren Jura ebenfalls Vulkanite, wie z. B. auf der Alexander-I.-Insel. Dagegen setzten in den Forearc-Becken Krustendehnungen ein. Diese waren verbunden mit dem Aufstieg von mafischen MORB (mid ocean ridge basalt) und OIB (ocean island basalt).
Ab der frühen Kreide begannen die Subduktionsprozese erneut mit Ausbildung von Vulkaniten in Intra-Becken oder Forearc-Becken, die sich bis zur mittleren Kreide fortsetzten, insbesondere auf der Shetlandplatte mit den Südlichen Shetlandinseln, bevor letztere um ca. 3,3 mya durch die Bransfieldstraße (Bransfield Strait) bzw. dem Bransfield Trough von der Antarktischen Halbinsel getrennt wurden. In diesem Zeitraum endeten mit den Subduktionsprozesse und auch die felsischen rhyolithischen Vulkanite. Zwischen der späten Kreide und dem frühen Paläozän führten Extensionen zur Entstehung des George-VI-Sund zwischen der Alexander-I.-Insel und dem westlichen Rand von Palmerland mit weiteren magmatisch-vulkanischen Ereignissen auf der Alexander-I.-Insel, Adelaide-Insel, Brabant-Insel und nördlichen Bereichen der Antarktischen Halbinsel.
Im frühen Eozän um ca. 50 mya setzten Extensionen zwischen Südamerika und der Antarktischen Halbinsel ein, und die Meerenge der Drakestraße begann sich zwischen 34 und 30 mya zu öffnen. Der anschließende Vulkanismus auf der Antarktischen Halbinsel schwächte sich ab dem mittleren Neogen von 6,5 mya bis etwa 0,1 mya ab. Verstreute neogen-rezente alkalische Vulkanite entlang der Antarktischen Halbinsel zeigen eine Änderung der eruptiven Umgebung von Subduktions- zu Extensionsregimen. Ihre Hauptexpositionen befinden sich auf der Shetlandplatte bzw. den Südlichen Shetlandinseln, um die James-Ross-Insel und auf der Alexander-I.-Insel. Sie weisen auf ein ausgedehntes vulkanisches Extensionsregime hin.

## Magmakompositionen
In den Vulkanischen Provinzen der Antarktischen Halbinsel treten unterschiedliche Magmenkompositionen auf:
Im östlichen Grahamland und östlichen Palmerland (Mount Poster und Brennecke Formation der Chon Aike Volcanic Group) entwickelte sich weit verbreiteter Kieselsäurevulkanismus (silicic vulcanism). Dessen Magmen enthalten überwiegend hohe Anteile an Siliciumdioxid (SiO2) und werden daher der felsischen oder rhyolithischen Magmaserie (calc-alkaline magma series) zugeordnet. Sie entstanden in Bereich von Subduktionszonen während des beginnenden Zerfalls Gondwanas und gehen auf die Veränderung der aufsteigenden Krustenschmelzen zurück (siehe auch → Fraktionierte Kristallisation). Der Kieselsäurevulkanismus ist häufig charakterisiert durch explosive Eruptionen. Typische Vulkanite bestehen aus Rhyolithen und Daziten.
Vulkanite aus intermediären bis mafischen Magmen kommen entlang der westlichen Antarktischen Halbinsel vor. Sie haben ihren Ursprung in Forearc-Becken oder stammen aus Sedimentbecken innerhalb von Intra-Vulkanbögen (Intra-Arc-Becken) und sind durch mächtige vulkano-klastische Sequenzen gekennzeichnet. Spärliche geochrologische Daten deuten darauf hin, dass dieser aktive Vulkanismus im Anschluss an denjenigen der Chon Aike Volcanic Group aktiv und am häufigsten in der Kreidezeit war.
Verstreute neogene bis rezente alkalische Vulkanite entlang der westlichen Antarktischen Halbinsel belegen einen Wechsel der eruptiven Umgebung von Subduktions- zu Dehnungsregimen. Alkalische Magmen sind charakteristisch für kontinentale Grabenbrüche in Bereichen, die über tief subduzierten Platten liegen. Sie werden daher meist in größeren Tiefen des Erdmantels erzeugt als subalkalische Magmen.

## Vulkanische Provinzen

### Vulkanische Provinzen im Perm

Lage vom Marie-Byrd-Land

Permische Vulkanite treten in den Erehwon-Nunataks der Erehwon Beds auf. Sie zählen somit zu den ältesten bekannten Vulkaniten der Antarktischen Halbinsel. Diese Beds liegen im äußerten Südwesten Palmerlands und sind mit Abfolgen des  außen liegenden Ellsworth-Whitmore Mountain-Terrans vergleichbar. Weiterhin wird angenommen, dass die Erewhon Beds von silizischen permischen Vulkaniten abstammen, die sich entlang eines Kontinentalrand-Vulkanismus vom heutigen Patagonien bis in den südlichen Teil der Antarktischen Halbinsel und wahrscheinlich bis zum Marie-Byrd-Land ausdehnten. Die Vulkanite bestehen u. a. aus Trachyten.

### Vulkanische Provinzen im Jura

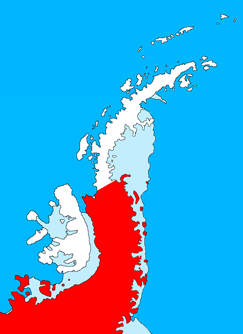
Lage von Palmerland
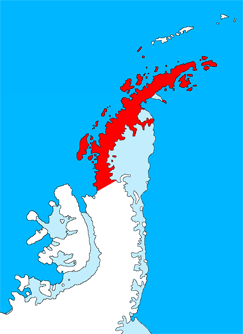
Lage von Grahamland

Jurassische Vulkanite kommen in der Chon Aike Volcanic Group und weiteren Vulkanprovinzen im Grahamland und Palmerland sowie auf vorgelagerten Inseln vor. Sie entwickelten sich in Backarc-Becken.
- Chon Aike Volcanic Group

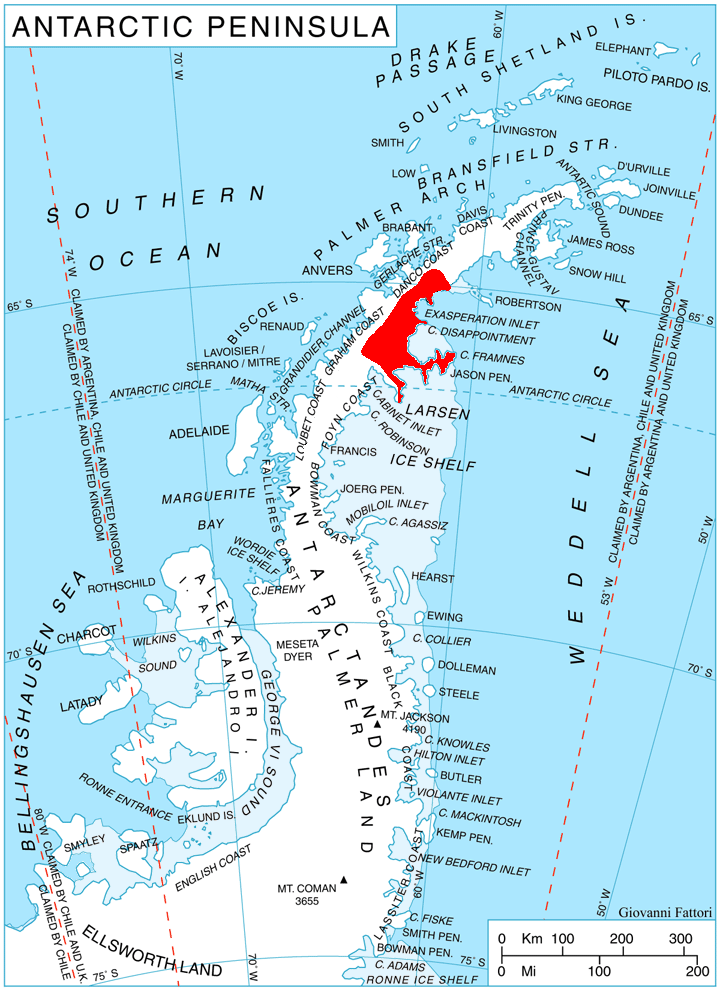
Lage der Oskar-II.-Küste
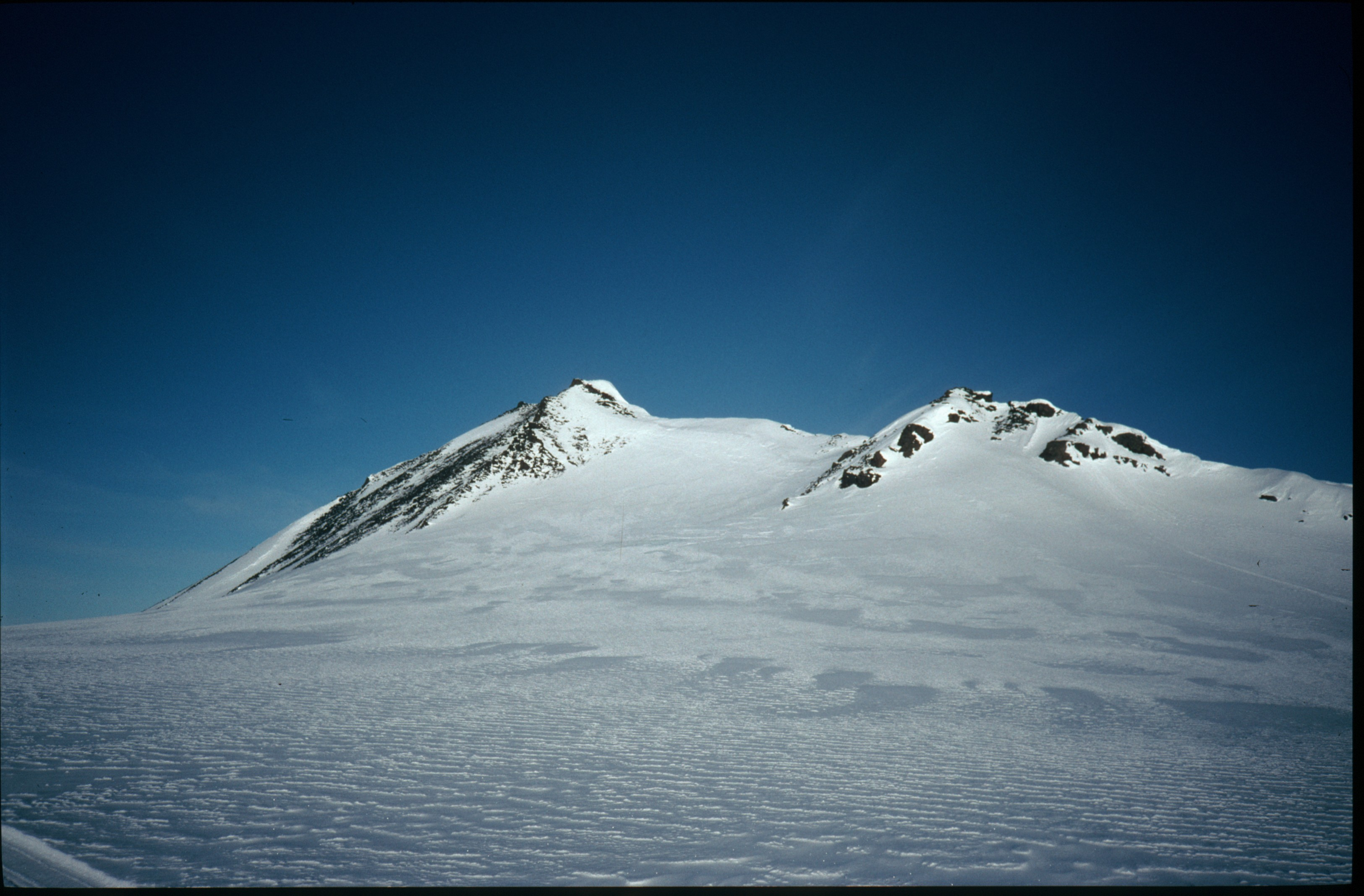
Brennecke-Nunatakker

Die Chon Aike Volcanic Group ist eine große vulkanische Provinz in südlichen und nördlichen Bereichen der Antarktischen Halbinsel. Sie ist strukturiert sie in die Mapple Formation, die Brennecke Formation und die Mount Poster Formation. Zusammen mit der größeren Chon Aike Volcanic Province im heutigen Patagonien bildet sie einer der größten rhyolithischen Großprovinz (Large Igneous Province LIP) weltweit.
Die zwischen 171 und 165 mya alte Mapple Formation entwickelte sich im mittleren Osten von Grahamland zwischen der Oskar-II.-Küste und den Toth-Nunatakker. Sie stellt mit seiner Mächtigkeit von bis zu ca. 1 km die am weitesten verbreitete felsische Vulkanitverbreitung auf der nördlichen Antarktischen Halbinsel dar und entstand zeitäquivalent mit der dortigen sedimentären Botany Bay Group. Charakteristisch sind die ryolithischen Ignimbrit-Ströme.
Die 184 mya alte Brennecke Formation kommt vor im mittelzentralen Palmerland zwischen den Brennecke-Nunatakkern und den Toth-Nunatakkern. Sie besteht aus kieselsäurehaltigen metamorph überprägten Vulkaniten. In ihnen ist eine Folge von massiven verschiedenartigen Lavaströmen und schwarzen Schlammsteinen eingebettet.
Die Mount Poster Formation tritt im südöstlichen Palmerland auf. Sie besteht aus dazitischen bis rhyodazitischen pyroklastischen Vulkaniten mit Ignimbrit-Blöcken und Lavaströmen, die eine Gesamtdicke von bis zu 2 km erreichen. Die Eigenschaften dieser Abfolge lässt auf eine Intracaldera-Konfiguration schließen. Aufschlüsse kommen u. a. in den Sweeney Mountains, am Mount Rex und am Mount Peterson vor. Das Alter dieser Formation datiert zwischen 189 und 167 mya.
- Vulkanprovinzen im östlichen Grahamland[7]

Aufschlüsse kommen z. B. vor:

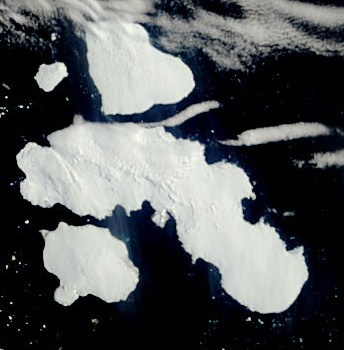
MODIS-Satellitenaufnahme von D’Urville-Insel, Joinville-Insel (mittig) und Dundee-Insel
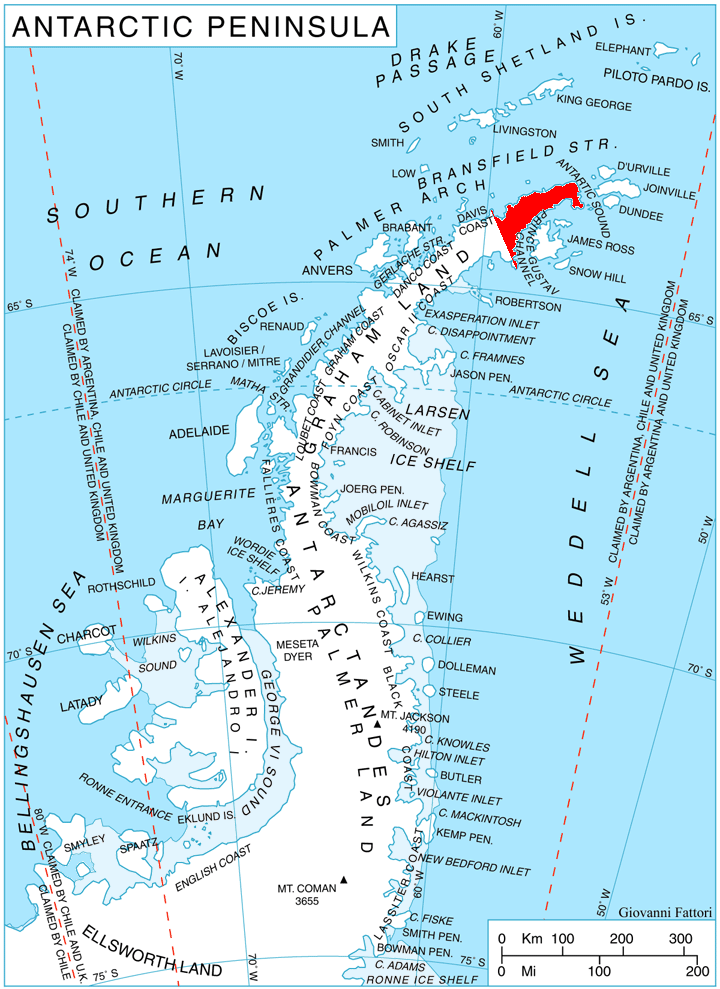
Lage der Trinity-Halbinsel
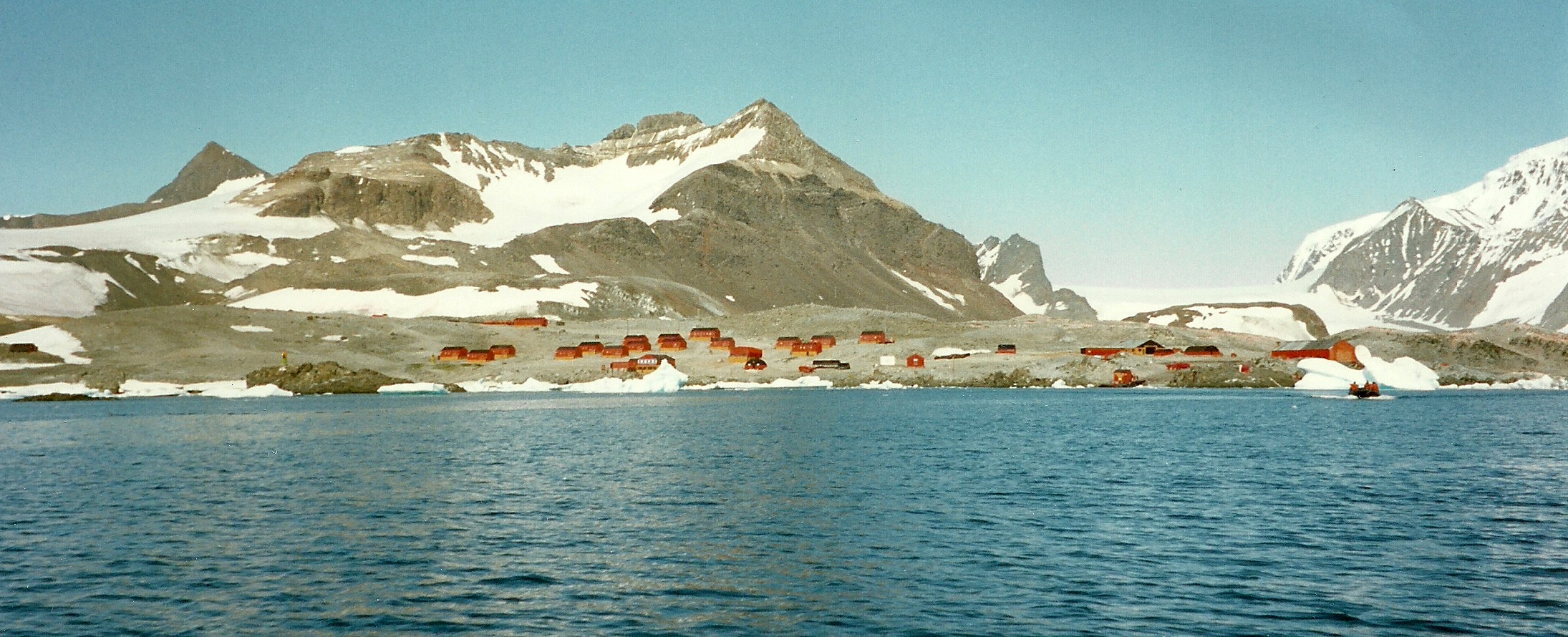
Ansicht auf den Mount Flora
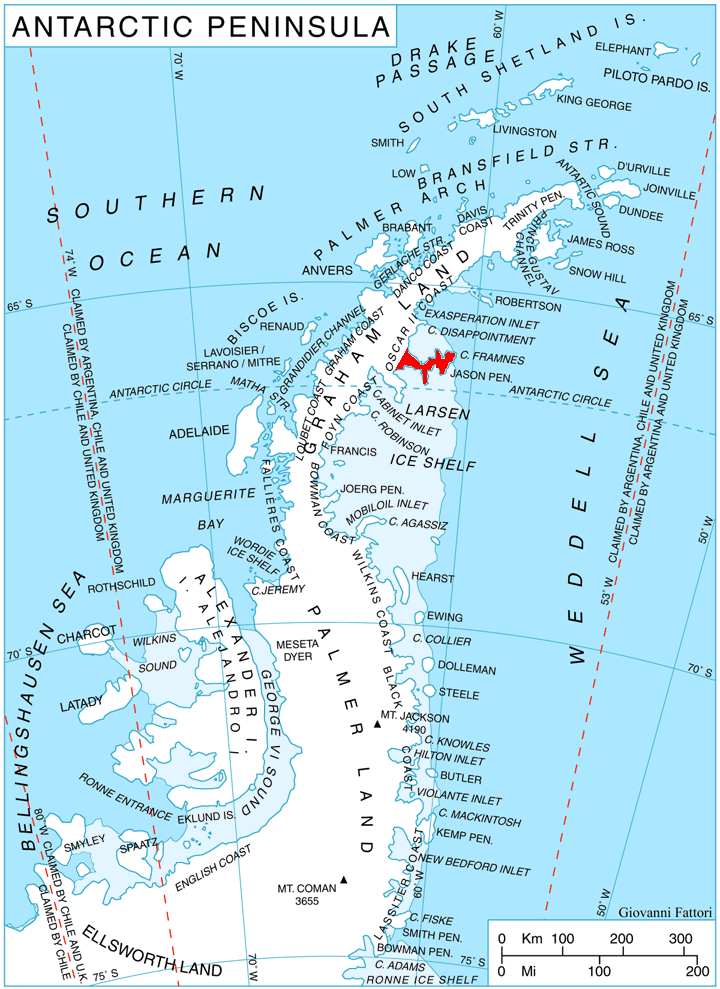
Lage der Jason-Halbinsel
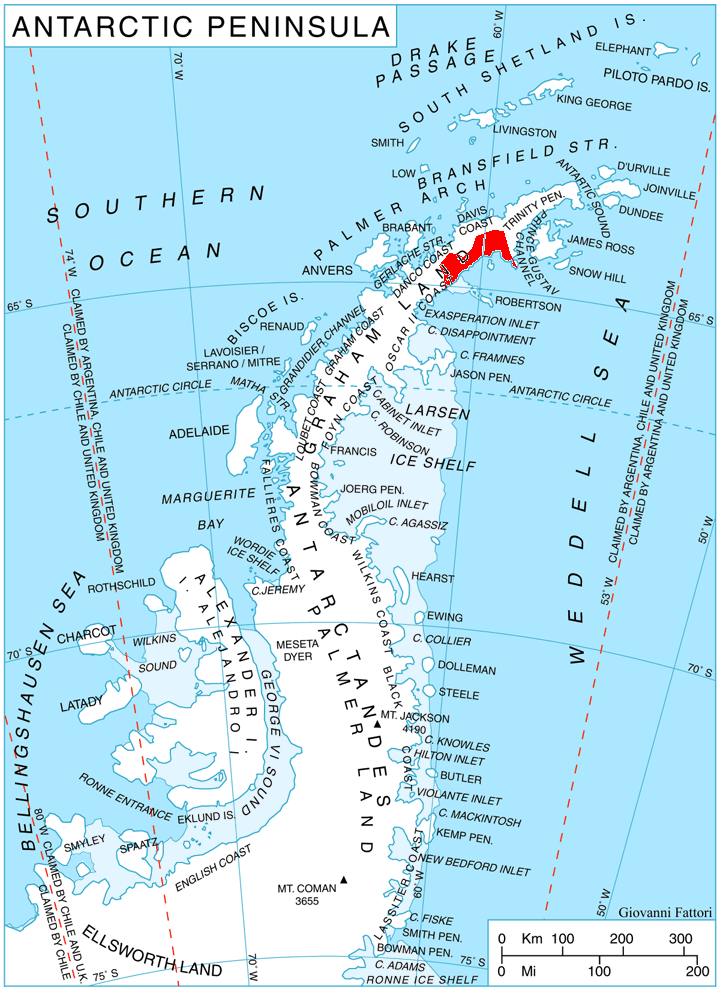
Lage der Nordenskjöld-Küste
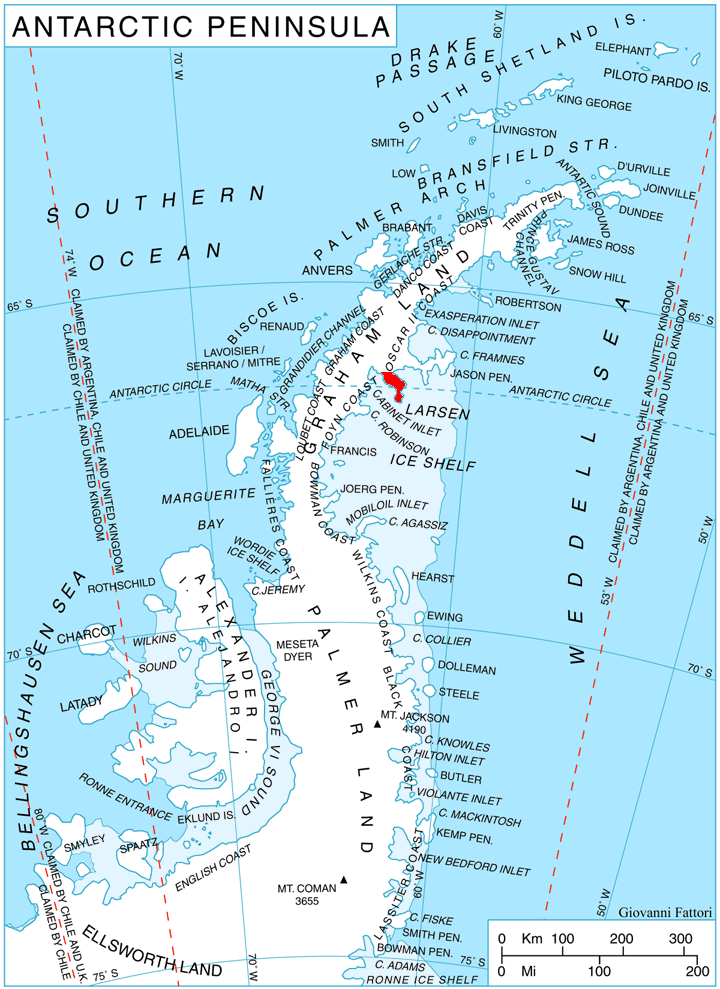
Lage der Churchill-Halbinsel

- Am D’Urville Monument und am Mount Alexander auf der Joinville-Insel befinden sich 168 bis 162 mya alte rhyolithische Laven, Ignimbrite, Hyaloklastite und saure Tuffe. Sie treten in der sedimentären Trinity Peninsula Group und Botany Bay Group auf.
- In der Kenney Glacier Formation der Trinity Penisular Group-Hope Bay-Formation treten 162 mya alte rhyolithisch-dazitische Ignimbrite, Laven and Tuffschichten auf. Diese liegen an der Hope Bay der Trinity-Halbinsel.
- Am Camp Hill in der Botany Bay und am Bald Head an der Yatrus Promontory treten 167 mya alte granathaltige andesitische Laven und Tuffe auf. Sie kommen in der Botany Bay Group vor.
- An der Botany Bay und auf der Sobral-Halbinsel entstanden in der Botany Bay Group mitteljurassische silizische und andesitische Laven und Ignimbrite.
- In der Kenney Glacier Formation am Mount Flora an der Hope Bay entstanden 162 mya alte rhyolithisch/dazitische Ignimbrite und Pyroklasten aus Lapillituffen.
- Am Tower Peak des Mount Tucker an der Nordenskjöld-Küste kommen 169 mya alte Tuffe und Lapilli vor, die in der Botany Bay Group entstanden.
- Auf Jason-Halbinsel befinden sich in der Trinity Peninsula Group 175 bis 168 mya alte flache Ignimbrite, Tuffe und Lavaflüsse, teilweise assoziiert mit einigen basaltischen und basaltisch-andesitischen Laven sowie Lagergängen.
- Auf der Churchill-Halbinsel zwischen Foyn-Küste und Oskar-II.-Küste tritt die größte Konzentration von felsischen Vulkaniten im östlichen Grahamland auf, mit dicken, gleichförmigen Tuffablagerungen, die auf eine Abfolge in einer Caldera hindeuten kann. Sie datiert auf 174 mya.
Die vulkanischen Prozesse in den o. g. Aufschlüssen korrelieren aufgrund ihrer Petrographie, Vulkanologie, Geochronologie und stratigraphischen Verhältnisse mit der Chon Aike Volcanic Group-Mapple-Formation.
- Vulkanische Provinzen im westlichen Grahamland[8]

Im westlichen Grahamland und vorgelagerten Inseln entstanden jurassische Vulkanite:

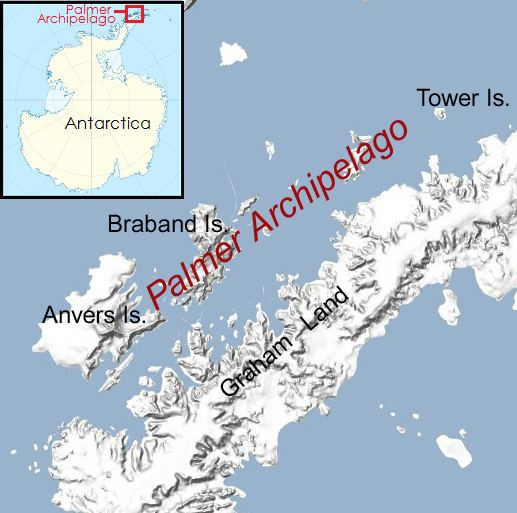
Karte vom Palmer-Archipel
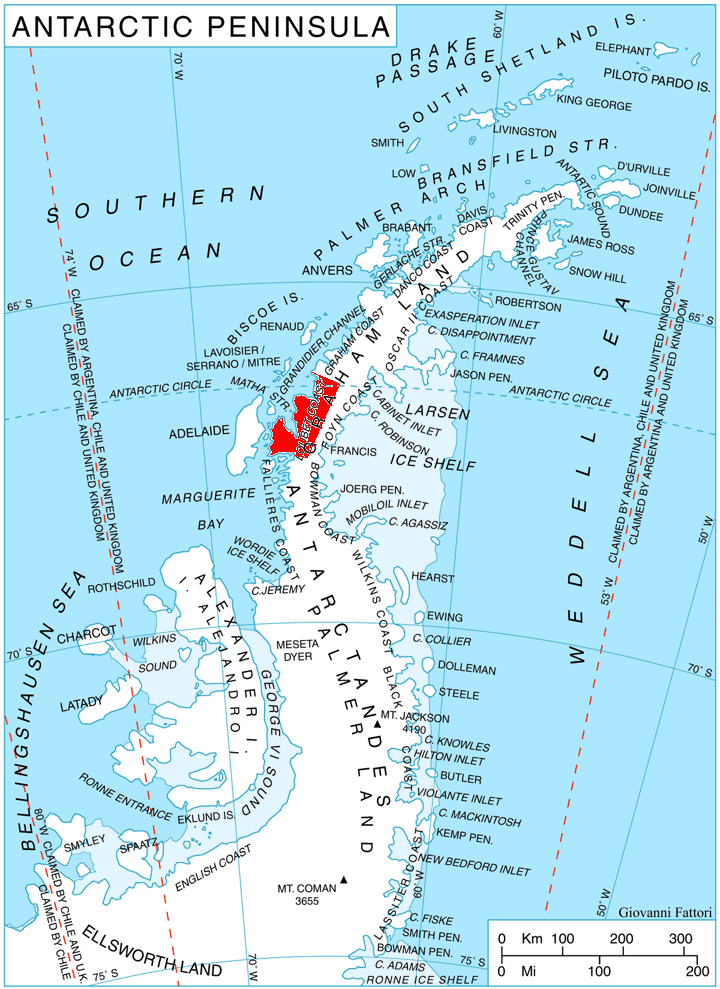
Lage der Loubet-Küste
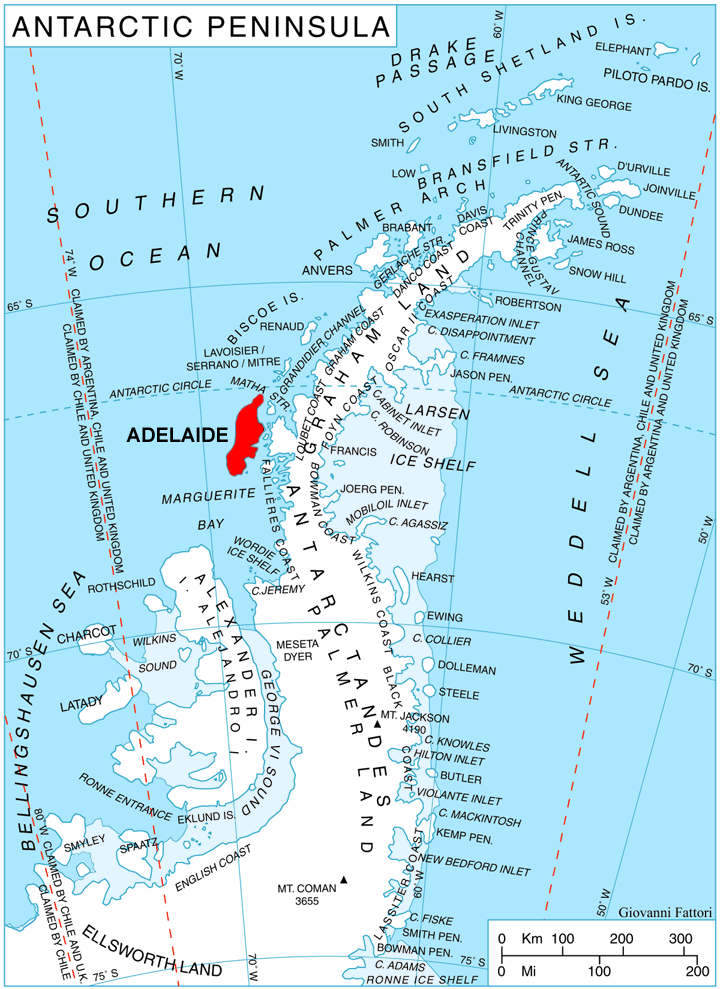
Lage der Adelaide-Insel
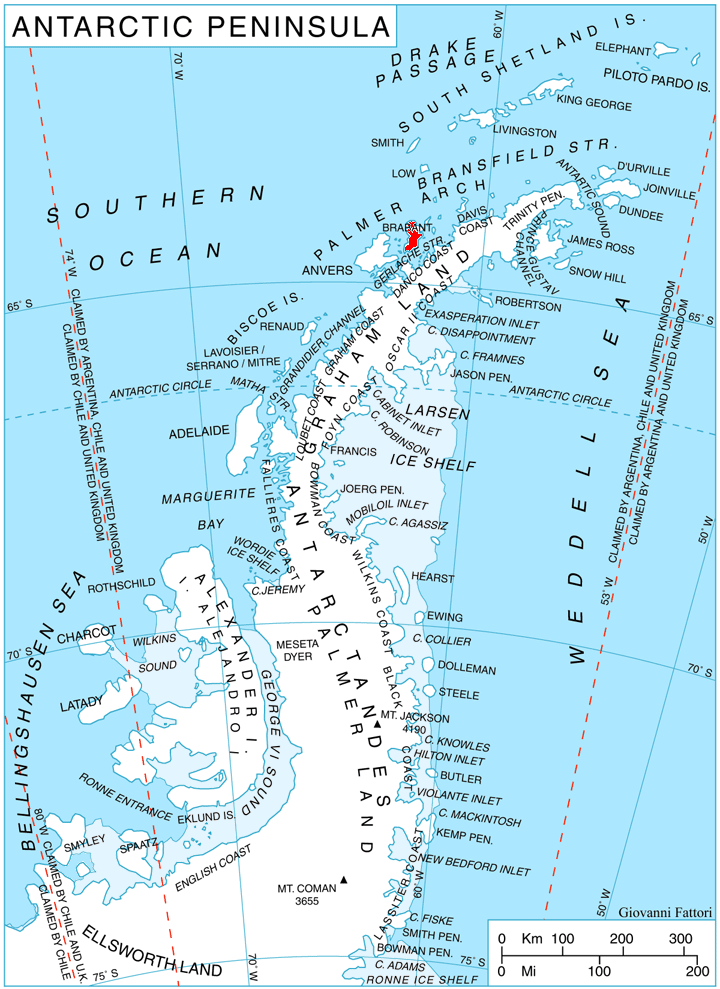
Lage der Brabant-Insel
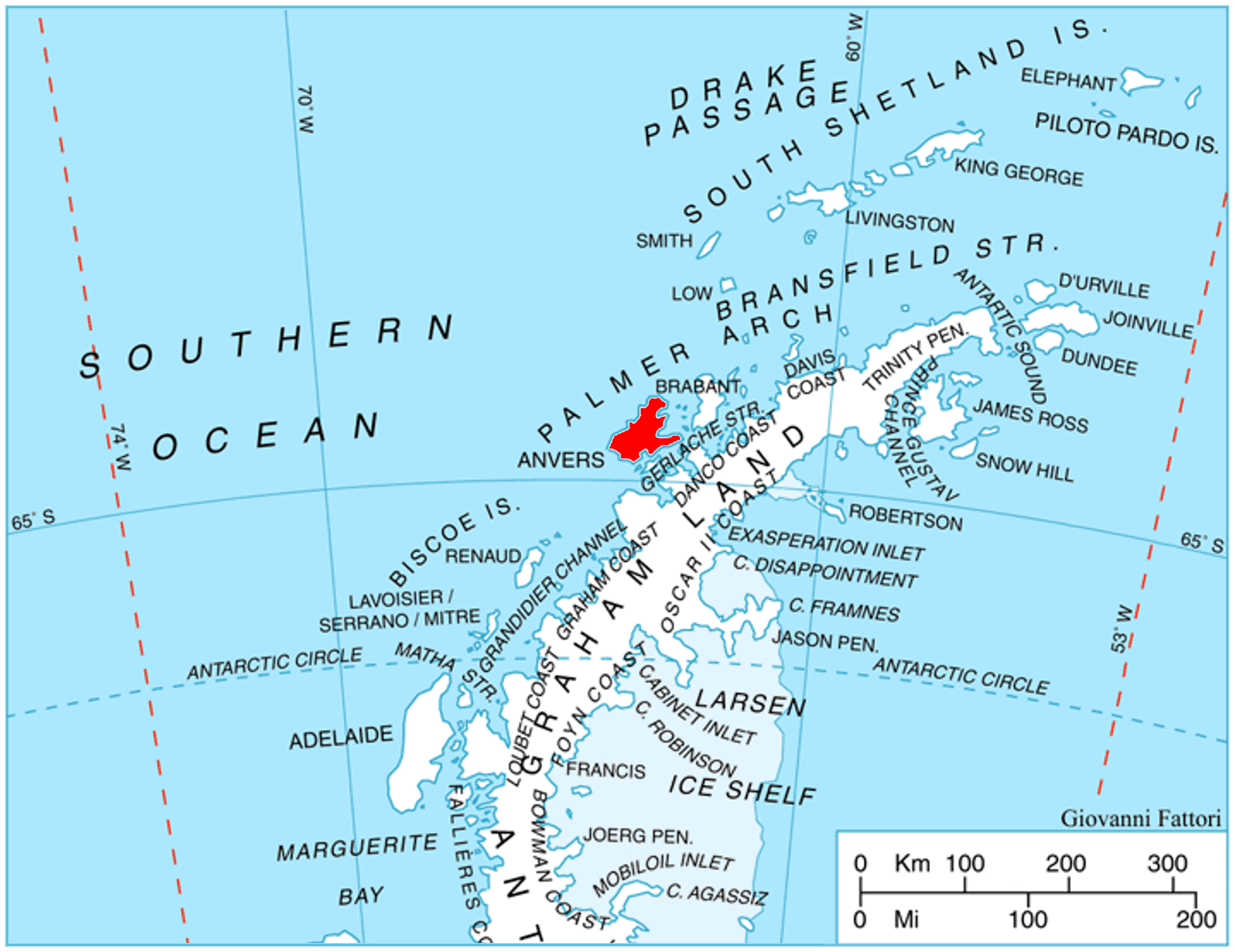
Lage der Anvers-Insel

- lokal im Palmer-Archipel mit der Brabant-Insel und der Anvers-Insel
- entlang der Loubet-Küste
- auf der Adelaide-Insel, deren Abfolge von sedimentären, vulkano-klastischen und vulkanischen Gesteinen spiegeln den Übergang von einem Forearc-Becken im Jura von ca. 150 mya bis zur mittleren Kreide um ca. 114 mya zu einem magmatischen Bogen ab der späten Kreide von ca. 75 mya bis zum frühen Känozoikum wider. Korrelationen mit Vulkaniten auf der ca. 250 km südlich gelegenen Alexander-I.-Insel nahe, dass diese Forearc/Bogen-Sequenzen entlang des Randes der Antarktischen Halbinselseitlich ausgedehnt vorhanden sind. Das vulkanische Gesteinsspektrum der Adelaide-Insel reicht von Vulkanoklasten und Kristalltuffen in der ersten Phase über Ignimbrite in der zweiten Phase zu basaltischen Andesiten und andesitischen Laven in den weiteren Phasen.
- auf der Alexander-I.-Insel
Die Alexander-I.-Insel enthält ein weites Spektrum von Vulkaniten. Die frühesten datieren zwischen der mittleren bis ausgehenden Trias und dem frühen bis mittleren Jura. Sie enthalten verschiedenartige Laven und Tuffe. Vom späten Jura bis zur frühen Kreide entstanden Lavaflüsse und vulkano-klastische Sedimente. Ihnen folgten von der späten Kreide bis zum frühen Tertiär Laven und Tuffe verschiedenartiger Zusammensetzungen. Zwischen dem Miozän und dem frühen Pleistozän traten diverse Basalte, Tephrite und Basanite auf.
- Vulkanische Provinzen im Palmerland[8]

Im zentralen nordwestlichen Palmerland bildeten sich zwei markante vulkanische  Strukturen:
Die Zonda Towers an der Rymill-Küste sind durch 160 m dicke rhyolithische Ignimbrite charakterisiert, in dem verschiedene Lavablöcke mit einem Durchmesser von bis zu 25 m enthalten sind. Diese Megabrekzien werden als Ablagerungen einer Calderafüllung interpretiert, die durch Abgleiten steiler Calderawände während des Vulkanausbruchs und der Ablagerung von Ignimbriten gebildet wurden. Kleinere Ignimbrit-Brekzien und pyroklastische Ströme werden als Ablagerungen außerhalb der Caldera zugeordnet. Die inneren und äußeren Ablagerungssequenzen werden durch Dyke-Schwärme getrennt, an denen granitische Intrusionen anschließen. Das Alter dieser Vulkanite wird um 175 mya vermutet.

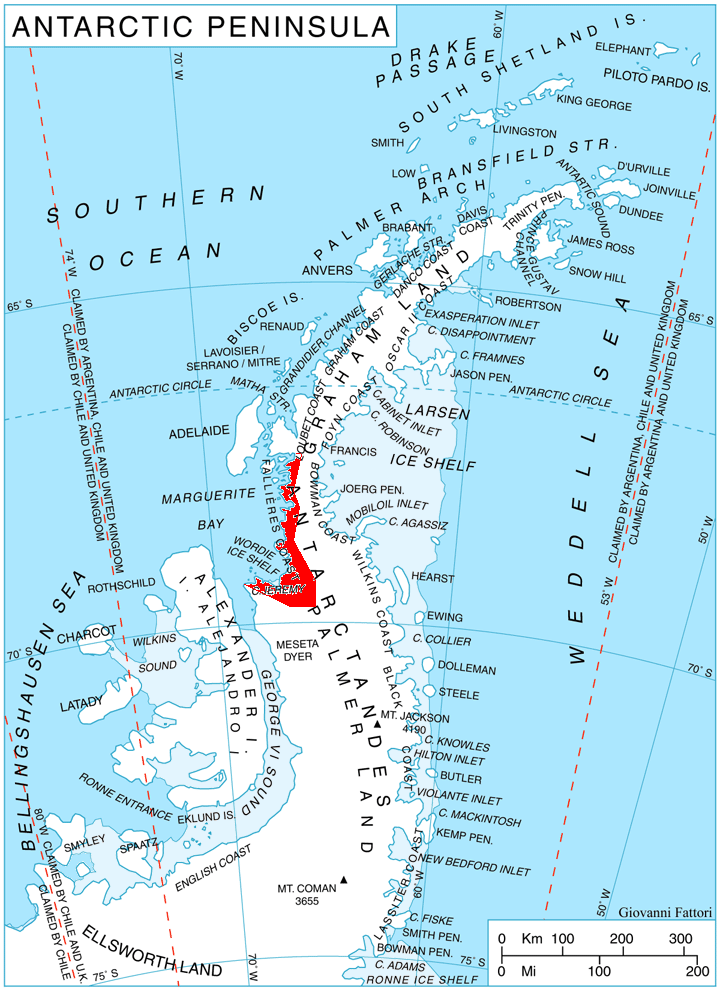
Lage der Fallières-Küste

Ein weiteres vulkanisches Gebiet entstand um den Mount Edgell an der Fallières-Küste im Südwesten von Grahamland und den Wright Spires an der Rymill-Küste im Westen Palmerlands. Dieses wird von grobkörnigen Ablagerungen vulkanischer Gesteinstrümmer und silikatischer Ignimbrite dominiert, die mit kleinen Laven und feinkörnigen Tuffen eine etwa 1,5 km dicke vulkanische Abfolge bilden. Diese werden als Schichten eines Schichtvulkans interpretiert. Basische, intermediäre und felsische Lagergänge mit einer Dicke von ca. 50 Meter intrudierten diese Abfolge. Das Eindringen von Gabbro-Granit-Intrusionen wird als hoch liegende Magmakammer des Mount Edgell-Vulkans angesehen. Das Alter dieser Vulkanite datiert um 153 mya.

### Vulkanische Provinzen in der Kreide
Kreidezeitliche vulkanische Vorkommen entstanden überwiegend im westlichen und geringfügig auch im östlichen Grahamland sowie auf vorgelagerten Inseln:

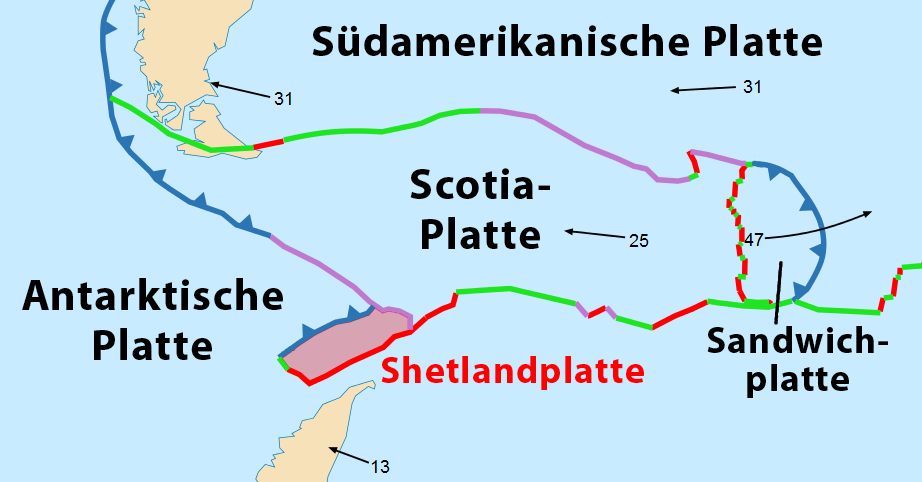
Lage der Shetlandplatte
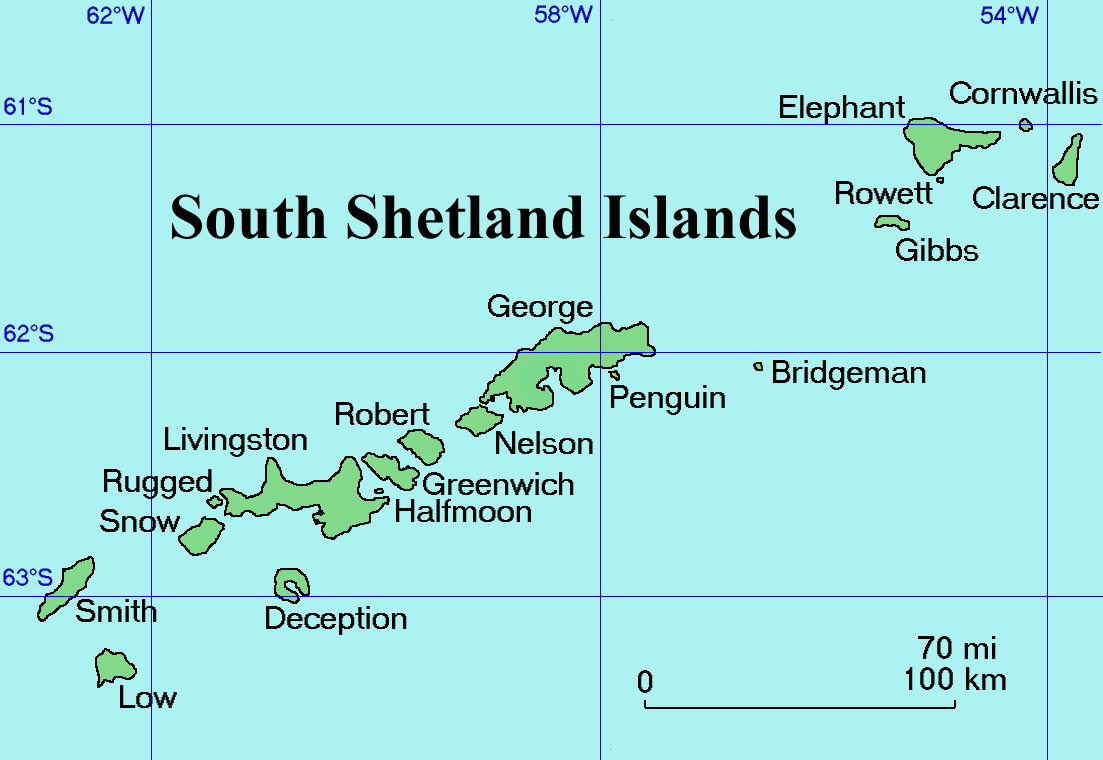
Karte der Südlichen Shetlandinseln
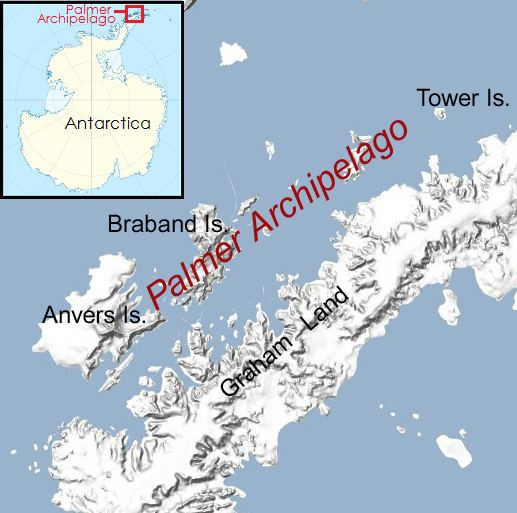
Karte des Palmer Archipelago mit Tower Island und der Brabant-Insel
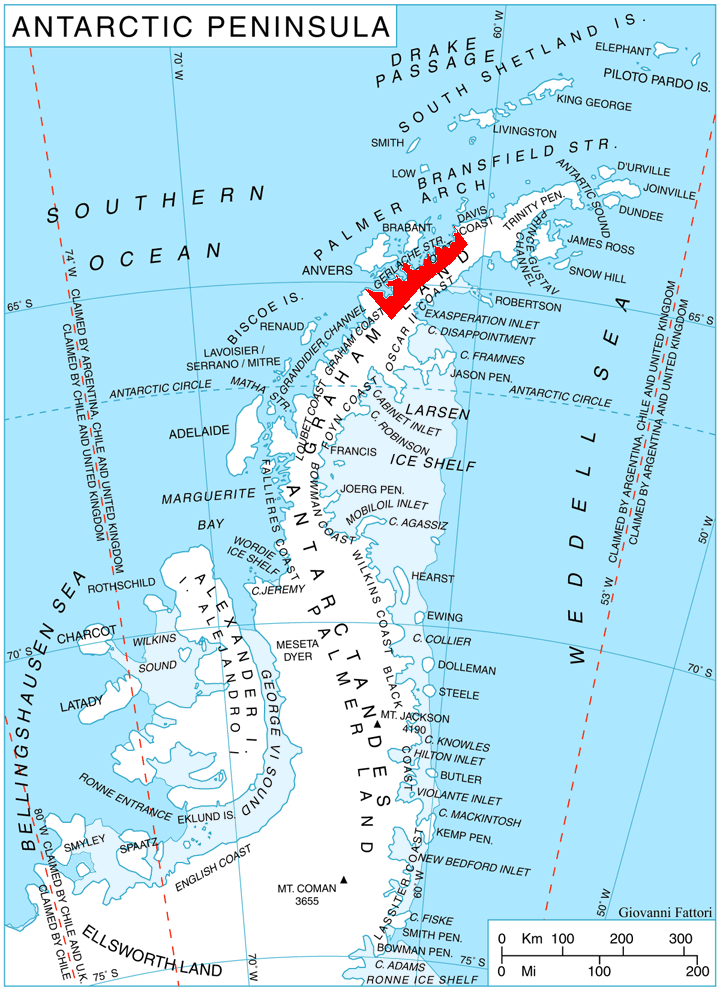
Lage der Danco-Küste
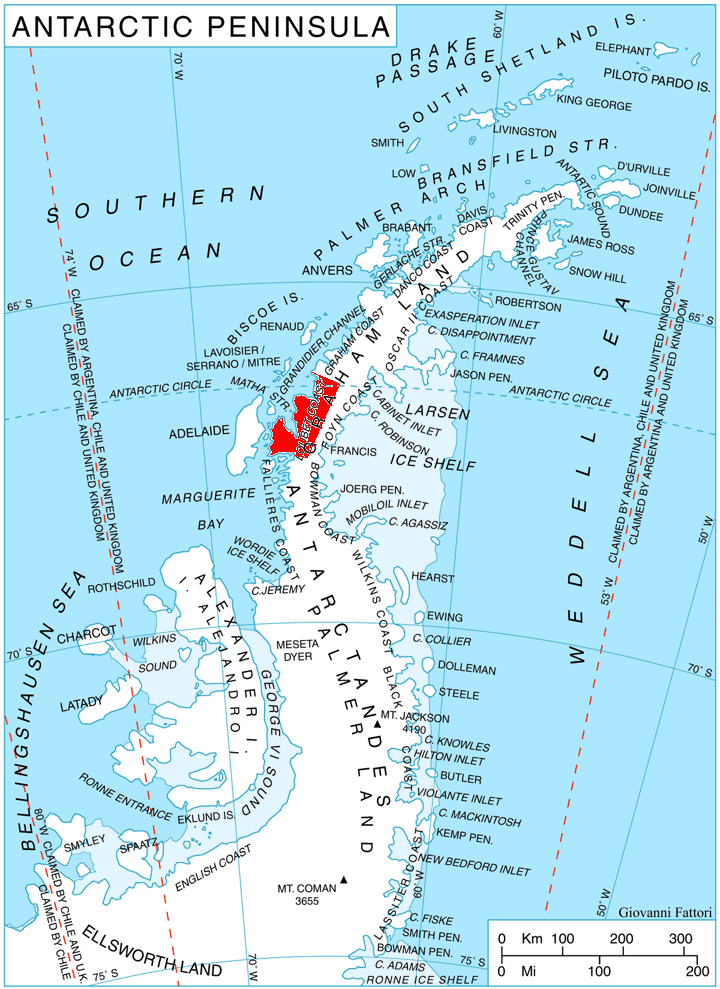
Lage der Loubet-Küste
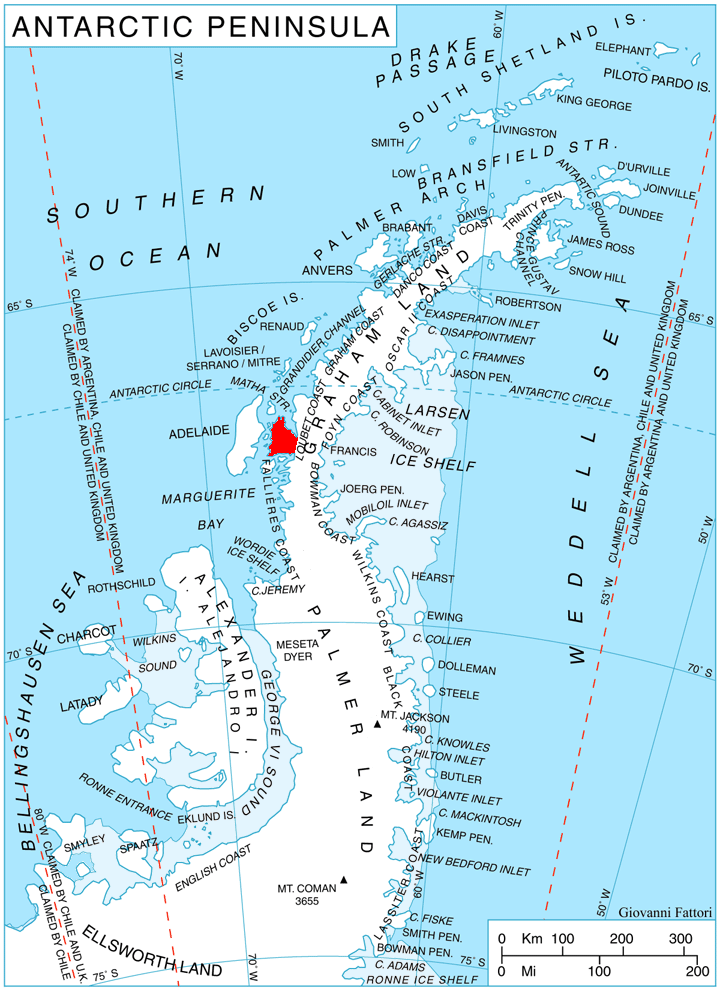
Lage der Arrowsmith-Halbinsel

- auf der Shetlandplatte mit den Südlichen Shetlandinseln}
Die Vulkanite auf der Shetlandplatte umfassen generell Lavaströme, Pyroklastika mit unterschiedlichen Tuffen, verschiedenartige Brekzien und vulkanische Agglomerate. Außerdem traten Ganggesteine (Subvulkanite oder hypabyssale Intrusionen) in Form von Dykes, Sills und kleinen subvulkanischen Intrusivkörpern auf. Die Vulkanausbrüche datieren zwischen der unteren Kreide ab ca. 135 mya und dem oberen Pliozän um ca. 3 mya.

- am Kap Roquemaurel an der östlichen Trinity-Halbinsel,
- auf den Duroch-Inseln vor dem Nordosten der Trinity-Halbinsel, lagerten sich 130 mya alte massive kristalline Tuffe ab.
- am Longing Gap an der östlichen Nordenskjöld-Küste, entstanden 117 mya alte Extrusionen von Porphyren aus rhyodazitischen und rhyolithischen Kompositionen.
- auf dem Tower Island im nordöstlichen Palmer-Archipel,
- auf der Brabant-Insel im südöstlichen Palmer-Archipel,
- am Kap Fairweather an der nordöstlichen Oskar-II.-Küste,
- auf der Anvers-Insel vor der Danco-Küste,
- auf Webb Island vor der Loubet-Küste,
- auf der Arrowsmith-Halbinsel an der Loubet-Küste,
- in den Blackwall Mountains an der Fallières-Küste,
- am Carse Point an der Rymill-Küste,
- auf den Elgar Uplands und den Colbert Mountains auf der Alexander-I.-Insel (siehe → Alexander-I.-Insel).

Deren Vulkanite bestehen überwiegend aus meist verschiedenen rhyolithischen Tuffen, Porphyren, Ignimbriten, Pyroklasten und Laven, jeweils entstanden an unterschiedlichen Lokalitäten. Das Altersspektrum reicht von der Unterkreide um ca. 138 bis zum unteren Paläozän um ca. 67 mya.

### Vulkanische Provinzen ab dem Paläogen
Verstreute paläogene bis rezente alkalische Vulkanit-Aufschlüsse befinden sich auf der Shetlandplatte bzw. der Südlichen Shetlandinseln (siehe → Shetlandplatte), auf der James-Ross-Insel, auf den Robbeninseln vor der Nordenskjöld-Küste, auf Argo Point an der östlichen Jason-Halbinsel, auf der Alexander-I.-Insel (siehe → Alexander-I.-Insel) sowie auf dem äußersten südwestlichen Zipfel von Palmerland. Auf der James-Ross-Insel befindet sich das mit über 7000 Quadratkilometer größte neogene Vulkanfeld der Antarktischen Halbinsel und umfasst einen großen Schildvulkan und mehrere Satellitenvulkane.